# Lot M. Morrill
Pour les articles homonymes, voir Morrill.
Lot Myrick Morrill, né le 3 mai 1813 à Belgrade (Maine) et mort le 10 janvier 1883 à Augusta (Maine), est un homme politique américain. Membre du Parti démocrate puis du Parti républicain, il est gouverneur du Maine entre 1858 et 1861, sénateur du même État entre 1861 et 1876 puis secrétaire au Trésor entre 1876 et 1877 dans l'administration du président Ulysses S. Grant.

## Biographie
- Lot M. Morrill est né dans une famille de fermiers et a reçu une éducation limitée dans sa jeunesse. Cependant, il a démontré rapidement un fort désir d'apprendre et d'atteindre des objectifs ambitieux.
- En 1831, il est entré dans le secteur de l'enseignement en tant qu'instituteur, mais sa passion pour la politique l'a rapidement orienté vers une carrière publique.
- Il a commencé sa carrière politique en tant que membre du Parti Whig, et en 1854, il a été élu au poste de gouverneur du Maine, où il a servi un mandat jusqu'en 1856.
- À partir de 1861, Lot M. Morrill a été élu au Sénat des États-Unis en tant que membre du Parti républicain. Pendant son mandat, il s'est distingué par son soutien à la guerre civile américaine et à l'abolition de l'esclavage.
- En 1866, Morrill a été nommé secrétaire du Trésor des États-Unis par le président Andrew Johnson. En tant que secrétaire du Trésor, il a travaillé à stabiliser l'économie du pays après la guerre civile et à rétablir la confiance dans la monnaie nationale.
- Après avoir quitté le gouvernement fédéral, Lot M. Morrill est retourné dans le Maine, où il a exercé en tant que juge en chef de la Cour suprême du Maine de 1876 à 1880.
- Lot M. Morrill est décédé le 10 janvier 1883 à Augusta, dans le Maine, laissant derrière lui un héritage politique impressionnant et un engagement en faveur de l'unité nationale et de la justice.

La vie et la carrière de Lot M. Morrill reflètent son ascension remarquable depuis des origines modestes jusqu'à des postes de leadership influents au niveau de l'État et du gouvernement fédéral. Ses contributions au Maine et aux États-Unis dans des moments cruciaux de l'histoire nationale en font une figure majeure de son époque.

## Sources
- (en) Cet article est partiellement ou en totalité issu de l’article de Wikipédia en anglais intitulé « Lot M. Morrill » (voir la liste des auteurs).